# Maria Lisa Cinciari Rodano
Maria Lisa (Marisa) Cinciari Rodano (ur. 21 stycznia 1921 w Rzymie, zm. 2 grudnia 2023 tamże) – włoska polityczka i działaczka feministyczna, członkini Izby Deputowanych i senatorka, posłanka do Parlamentu Europejskiego I i II kadencji.

## Życiorys
Jej ojciec był przedsiębiorcą i burmistrzem Civitavecchia, zaś matka Żydówką. Studiowała na wydziale literatury Uniwersytetu Rzymskiego „La Sapienza”. Podczas II wojny światowej walczyła w partyzantce, należała do organizacji kobiecej Gruppi di difesa della donna oraz Ruchu Katolików Komunistów. W 1944 należała do założycielek ruchu kobiecego Unione donne italiane (UDI). Zajmowała stanowisko jego prowincjonalnej przewodniczącej, a od 1956 do 1960 krajowej szefowej UDI. Była delegatką Włoch na konferencje międzynarodowe poświęcone sytuacji kobiet.
W 1946 zaangażowała się w działalność w ramach Włoskiej Partii Komunistycznej, przez ponad 30 lat należała do jej komitetu centralnego. Od 1946 do 1956 zasiadała w radzie miejskiej Rzymu. W latach 1948–1968 należała do Izby Deputowanych od I do IV kadencji, w tym od 1963 do 1968 jako wiceprzewodnicząca. W 1968 została senatorem V kadencji, następnie od 1972 do 1979 zasiadała w radzie prowincji Miasto Stołeczne Rzym. W 1979 i 1984 wybierano ją posłanką do Parlamentu Europejskiego. Przystąpiła do Grupy Sojuszu Komunistycznego, kierowała Komisją ds. dochodzenia w sprawie sytuacji kobiet w Europie.
Od 1944 zamężna z Franco Rodano (1920–1983), także działaczem katolickiej lewicy. Doczekali się razem pięciorga dzieci. W styczniu 2021 osiągnęła wiek stu lat.

## Odznaczenia
Odznaczona Krzyżem Wielkim Orderu Zasługi Republiki Włoskiej (2015), a także doktoratem honoris causa z nauk o komunikacji Università degli Studi di Cassino e del Lazio Meridionale (2013).